# Zweckverband Welterbe Oberes Mittelrheintal
Als erste deutsche Kulturlandschaft ist das Obere Mittelrheintal im Juni 2002 in die UNESCO-Welterbe-Liste aufgenommen worden. Im Jahr 2005 haben sich die im Welterbegebiet liegenden Orts- und Verbandsgemeinden, Städte, Landkreise und Bundesländer zu dem Zweckverband Welterbe Oberes Mittelrheintal zusammengeschlossen, um das „Welterbegebiet Oberes Mittelrheintal in seiner kulturellen, ökologischen, wirtschaftlichen und sozialen Funktion zu sichern und weiterzuentwickeln“ (§ 4 Verbandsordnung).

## Mitglieder
Folgende Länder, Landkreise, kreisfreie Städte, Verbandsgemeinden, große kreisangehörige Städte, Städte und Ortsgemeinden sind Mitglied im Zweckverband Welterbe Oberes Mittelrheintal:
- Land Rheinland-Pfalz
- Land Hessen
- Stadt Koblenz
- Landkreis Mayen-Koblenz

VG Rhein-Mosel mit Stadt Rhens, OG Brey, OG Spay
- Rhein-Hunsrück-Kreis

Stadt Boppard, VG Hunsrück-Mittelrhein mit Stadt St. Goar, Stadt Oberwesel, OG Damscheid, OG Niederburg, OG Perscheid, OG Urbar, OG Wiebelsheim
- Rhein-Lahn-Kreis

Stadt Lahnstein, VG Loreley mit Stadt Braubach, Stadt St. Goarshausen, Stadt Kaub, OG Dachsenhausen, OG Filsen, OG Kamp-Bornhofen, OG Osterspai, OG Auel, OG Bornich, OG Dahlheim, OG Dörscheid, OG Kestert, OG Lierschied, OG Lykershausen, OG Nochern, OG Patersberg, OG Prath, OG Reichenberg, OG Reitzenhain, OG Sauerthal, OG Weisel, OG Weyer
- Landkreis Mainz-Bingen

Stadt Bingen am Rhein, VG Rhein-Nahe mit Stadt Bacharach, OG Breitscheid, OG Manubach, OG Münster-Sarmsheim, OG Niederheimbach, OG Oberdiebach, OG Oberheimbach, OG Trechtingshausen, OG Waldalgesheim, OG Weiler bei Bingen
- Rheingau-Taunus-Kreis

Stadt Lorch, Stadt Rüdesheim am Rhein

## Aufgaben
Mit der Gründung des Zweckverbandes wurde 2006 ein Handlungsprogramm erarbeitet, das im Jahr 2012 kritisch überprüft und an die aktuellen Entwicklungen sowie Herausforderungen angepasst worden ist. Das Handlungsprogramm bildet die Grundlage für die Arbeitsschwerpunkte im Zweckverband. Zu den Aufgaben des Zweckverbandes gehören:
- die Bündelung kommunaler Interessen und die Übernahme gemeinsamer Verantwortung für die Region.
- der Erhalt der für die Kulturlandschaft kennzeichnenden Denkmäler und die Bewahrung der historischen Ortsbilder. Für leerstehende, unter Denkmalschutz stehende Burgen, Gebäude oder andere Zeugen der Vergangenheit gilt es dabei neue Nutzungskonzepte zu entwickeln.
- die Sicherung und Weiterentwicklung der Grün-, Wasser-, Wald- und sonstigen von der Bebauung freizuhaltenden Flächen mit überörtlicher Bedeutung für die Erholung und zur Erhaltung eines ausgewogenen Naturhaushaltes (Landschaftsschutz). Der Erhalt und die Rekultivierung von Weinanbauflächen ist ein  Bestandteil dieser Bemühungen.
- die Entwicklung, Bekanntmachung und Vermarktung einer attraktiven touristischen Infrastruktur im Verbandsgebiet. Die Verbesserung von Ausstattung und Service im Hotel- und Gastronomiebereiches, die Entwicklung des Loreley-Plateaus, ferner die Entwicklung einer Corporate Identity mit einheitlichem Wegeleit-, Beschilderungs- und Kartensystem sind weitere Themen.
- die Erreichung einer Aufwertung der Städte und Gemeinden zur Verbesserung der Wohnqualität. Von Bedeutung sind hierbei neben der Lärmminderung die Aufwertung der Uferbereiche und der Promenaden, um die Städte und Gemeinden näher an das Wasser zu führen.

## Struktur und Organisation
Die Verbandsversammlung ist das entscheidende Gremium des Zweckverbandes. Alle Mitglieder der Zweckverbandsversammlung tagen mehrmals pro Jahr und entscheiden unter anderem über die Haushaltssatzung sowie die Handlungsfelder. 
Der Vorstand des Zweckverbandes wird gebildet durch Volker Boch, Landrat des Rhein-Hunsrück-Kreises, Jörg Denninghoff, Landrat des Rhein-Lahn-Kreises sowie den Kreisbeigeordneten Hansjörg Bathke für den Rheingau-Taunus-Kreis. 
Da der Sitz des Zweckverbandes in Sankt Goarshausen liegt, befindet sich dort auch die Geschäftsstelle, die das Alltagsgeschäft des Zweckverbandes leitet.